# Parafia św. Mikołaja w Miszewku Strzałkowskim
Parafia pw. Świętego Mikołaja w Miszewku Strzałkowskim – parafia rzymskokatolicka należąca do dekanatu bodzanowskiego, diecezji płockiej, metropolii warszawskiej.